# Folgueras (Pravia)
Folgueras és una parròquia del conceyu asturià de Pravia. Té una població de 178 habitants (INE Arxivat 2016-03-03 a Wayback Machine. 2011) i ocupa una extensió de 7,01 km². Es troba a una distància de 17 quilòmetres de la capital del concejo, Pravia.

## Barris
- Ablanéu
- Folgueras
- Llouru
- Sorriba
- Veigafriosa